# (382) Dodona
(382) Dodona es un asteroide perteneciente al cinturón de asteroides descubierto el 29 de enero de 1894 por Auguste Honoré Charlois desde el observatorio de Niza, Francia.
Está nombrado por Dodona, ciudad de la antigua Grecia donde estaba situado un oráculo de Zeus.